# Salîvonkî, Vasîlkiv
Salîvonkî (în ucraineană Саливонки) este o comună în raionul Vasîlkiv, regiunea Kiev, Ucraina, formată numai din satul de reședință.

## Demografie
Componența lingvistică a comunei Salîvonkî
     Ucraineană (96,38%)
     Rusă (1,51%)
     Romani (1,4%)
     Alte limbi (0,31%)
Conform recensământului din 2001, majoritatea populației comunei Salîvonkî era vorbitoare de ucraineană (96,38%), existând în minoritate și vorbitori de rusă (1,51%) și romani (1,4%).